# Strada statale 98 Andriese-Coratina
La ex strada statale 98 Andriese-Coratina (SS 98), successivamente declassata a strada provinciale 231 Andriese-Coratina (SP 231) nel Barese, strada provinciale 95 bis Andriese-Coratina (SP 95 bis) nel Foggiano e strada provinciale 2 Andriese-Coratina (SP 2) nella provincia di Barletta-Andrla-Trani, è una strada provinciale che collega i paesi interni della Città metropolitana di Bari e delle province di Barletta-Andria-Trani e Foggia. L'arteria costituisce nel tratto tra Bitonto e Andria una valida alternativa all'autostrada A14.

## Storia
La strada statale 98 venne istituita nel 1928 con il seguente percorso: "Canosa - Andria - Corato - Modugno." Nel 1953 venne prolungata da Canosa a Cerignola, innestandosi sulla SS 16.
In seguito al decreto legislativo n. 112 del 1998, dal 2001, la gestione è passata dall'ANAS alla Regione Puglia, che ha ulteriormente devoluto le competenze alla Provincia di Foggia e alla Provincia di Bari, per poi trasferirle alla Provincia di Barletta-Andria-Trani. I due primi due enti avevano classificato la strada come provinciale con un nuovo numero (SP 95 bis Andriese-Coratina nel Foggiano, SP 231 Andriese-Coratina nel Barese), perché in Puglia principalmente non esiste la classificazione di strada regionale. Successivamente, con l'istituzione dell'ente della Provincia di Barletta-Andria-Trani il relativo tratto di competenza è stato riclassificato SP 2 Andriese-Coratina.
Il 5 ottobre 2016 sono iniziati i lavori di ammodernamento, allargamento del piano viabile e realizzazione della viabilità di servizio nel tratto compreso tra il km 52+285 ed il km 62+598.

## Percorso
Nasce dalla strada statale 96 Barese a Modugno. Per circa 1,5 km il tracciato è a 4 corsie, che diventano immediatamente 2 incontrando 4 incroci con semaforo nel tratto di Bitonto, che aggira in variante. Dopo, la provinciale prosegue con le caratteristiche di superstrada, superando Terlizzi, Ruvo di Puglia e Corato, dove si incontra con la strada statale 378. Poco prima di Andria, la strada ritorna a 2 corsie, fungendo da tangenziale di Andria e incontrandosi con la strada statale 170 dir/A di Castel del Monte.
Nel tratto tra Andria e Canosa la strada prosegue a due corsie. Dopo alcuni chilometri incontra l'ex strada statale 97 delle Murge per Minervino Murge e procede con le caratteristiche di superstrada, incrociando poco dopo anche la ex strada regionale 6 della Murgia Centrale (inaugurata nel novembre del 2009), per poi giungere a Canosa di Puglia, sulla cui tangenziale riprende a 2 corsie. Qui si incrocia con la strada statale 93 Appulo-Lucana, e torna per un breve tratto a 4 corsie. Entrando in Provincia di Foggia, la strada riprende nuovamente a unica carreggiata fino a Cerignola, dove la provinciale ha termine.
Tratto Modugno - Canosa
| Ex Andriese - Coratina | |      |                                   |           |
| Tipo                   | Indicazione | ↓km↓ | Note                              | Provincia |
|                        | Barese | 0,0  |                                   | BA        |
|                        | Centro commerciale                                                                                              | 0,2  |                                   | BA        |
|                        | Area di sosta                                                                                                   | 0,4  | Solo in direzione Cerignola       | BA        |
|                        | Viabilità di servizio Corpo militare della Croce Rossa Italiana                                                 | 1,4  |                                   | BA        |
|                        | Fine spartitraffico centrale                                                                                    | 1,4  |                                   | BA        |
|                        | Zona industriale                                                                                                | 2,0  |                                   | BA        |
|                        | Bitonto Sud | 5,6  |                                   | BA        |
|                        | Area di sosta                                                                                                   | 6,3  | Solo in direzione Cerignola       | BA        |
|                        | Bitonto Palo del Colle                                                                                          | 6,8  |                                   | BA        |
|                        | Bitonto Via Abatticchio                                                                                         | 7,8  |                                   | BA        |
|                        | Area di sosta                                                                                                   | 8,4  | Solo in direzione Bari            | BA        |
|                        | Bitonto Via Palombaio Palombaio Mariotto                                                                        | 8,6  |                                   | BA        |
|                        | Bitonto Nord | 9,6  |                                   | BA        |
|                        | Inizio spartitraffico centrale                                                                                  | 10,2 |                                   | BA        |
|                        | Poligonale di Bitonto                                                                                           | 10,6 |                                   | BA        |
|                        | Area di sosta                                                                                                   | 13,4 | Solo in direzione Cerignola       | BA        |
|                        | Viabilità di servizio Inversione di marcia                                                                      | 16,0 |                                   | BA        |
|                        | Area di sosta                                                                                                   | 16,8 | Solo in direzione Cerignola       | BA        |
|                        | Viabilità di servizio Sovereto                                                                                  | 17,8 |                                   | BA        |
|                        | Sovereto Inversione di marcia                                                                                   | 18,0 |                                   | BA        |
|                        | Terlizzi Mariotto Zona industriale                                                                              | 19,4 |                                   | BA        |
|                        | Area di sosta                                                                                                   | 19,8 | Solo in direzione Cerignola       | BA        |
|                        | Strada comunale Portoni Viabilità di servizio Inversione di marcia                                              | 21,6 |                                   | BA        |
|                        | Ruvo di Puglia Palombaio Zona industriale di Ruvo di Puglia                                                     | 24,0 |                                   | BA        |
|                        | Ruvo di Puglia Altamura Inversione di marcia Polizia stradale                                                   | 25,0 |                                   | BA        |
|                        | Area di sosta                                                                                                   | 25,1 | Solo in direzione Bari            | BA        |
|                        | Strada comunale Patanella Inversione di marcia Ruvo di Puglia                                                   | 26,2 |                                   | BA        |
|                        | Minervino Murge Spinazzola Castel del Monte                                                                     | 26,9 |                                   | BA        |
|                        | Strada comunale Belmonte Roselli                                                                                | 28,0 |                                   | BA        |
|                        | Strada comunale Parco del Fornello Inversione di marcia                                                         | 28,6 |                                   | BA        |
|                        | Strada comunale A. Francavilla                                                                                  | 29,7 |                                   | BA        |
|                        | Strada comunale Palmento Inversione di marcia                                                                   | 30,2 |                                   | BA        |
|                        | Area di sosta                                                                                                   | 31,8 | Solo in direzione Bari            | BA        |
|                        | Corato Area di sosta                                                                                            | 32,2 |                                   | BA        |
|                        | Corato Via Gravina Stadio comunale Gravina in Puglia Altamura                                                   | 32,4 |                                   | BA        |
|                        | Corato Via Sant'Elia Castel del Monte                                                                           | 32,6 |                                   | BA        |
|                        | Area di sosta                                                                                                   | 35,0 | Solo in direzione Bari            | BA        |
|                        | Corato Via Gigante Inversione di marcia                                                                         | 35,2 |                                   | BA        |
|                        | Corato Nord Bologna-Taranto Trani                                                                               | 35,6 |                                   | BA        |
|                        | Area di sosta                                                                                                   | 36,1 | Solo in direzione Cerignola       | BA        |
|                        | Corato | 36,4 |                                   | BA        |
|                        | Viabilità di servizio Poligono tiro a segno                                                                     | 38,2 |                                   | BA        |
|                        | Epitaffio della Disfida Inversione di marcia                                                                    | 41,3 |                                   | BT        |
|                        | Barletta Tangenziale di Andria Trani Bisceglie Bologna-Taranto                                                  | 42,8 |                                   | BT        |
|                        | Inversione di marcia                                                                                            | 43,0 |                                   | BT        |
|                        | Fine spartitraffico centrale                                                                                    | 43,1 |                                   | BT        |
|                        | Andria | 43,6 |                                   | BT        |
|                        | Andria Contrada Macchia di Rosa                                                                                 | 44,8 |                                   | BT        |
|                        | Andria Via Castel del Monte Barletta Castel del Monte                                                           | 46,0 |                                   | BT        |
|                        | Andria Via Salvatore Liddo                                                                                      | 46,8 | dir. Montegrosso ponte interrotto | BT        |
|                        | Andria Via Monte Faraone Inversione di marcia                                                                   | 47,0 |                                   | BT        |
|                        | Andria Viale Nenni Santuario SS. Salvatore Museo del Confetto                                                   | 48,0 |                                   | BT        |
|                        | Andria Via Canosa Santuario Basilica S. Maria dei Miracoli Provincia Barletta-Andria-Trani Inversione di marcia | 49,6 |                                   | BT        |
|                        | Area di sosta                                                                                                   | 50,9 | corsia di marcia direzione Bari   | BT        |
|                        | Corato Castel del Monte                                                                                         | 54,4 |                                   | BT        |
|                        | Barletta | 58,8 |                                   | BT        |
|                        | Montegrosso | 60,0 |                                   | BT        |
|                        | Inizio spartitraffico centrale                                                                                  | 61,3 |                                   | BT        |
|                        | Minervino Murge Spinazzola                                                                                      | 61,4 |                                   | BT        |
|                        | Barletta Bologna-Taranto                                                                                        | 62,8 |                                   | BT        |
|                        | Minervino Murge Spinazzola Inversione di marcia                                                                 | 63,0 |                                   | BT        |
|                        | Canosa di Puglia Barletta Bologna-Taranto                                                                       | 64,8 |                                   | BT        |
|                        | Fine spartitraffico centrale                                                                                    | 65,8 |                                   | BT        |
|                        | Minervino Murge Spinazzola                                                                                      | 66,0 |                                   | BT        |
|                        | Canosa di Puglia                                                                                                | 68,2 |                                   | BT        |
|                        | Cefalicchio Diga Locone                                                                                         | 68,4 |                                   | BT        |
|                        | Lavello Venosa Potenza                                                                                          | 69,0 |                                   | BT        |
|                        | Canosa di Puglia                                                                                                | 69,4 |                                   | BT        |
|                        | Canosa di Puglia Zona industriale                                                                               | 70,4 |                                   | BT        |
|                        | Loconia Canne della Battaglia Mausoleo Bagnoli Ponte Romano                                                     | 70,6 |                                   | BT        |
|                        | Area di sosta                                                                                                   | 70,9 | Solo in direzione Cerignola       | BT        |
|                        | Inizio spartitraffico centrale                                                                                  | 61,3 |                                   | BT        |
|                        | SP 95 bis Andriese-Coratina                                                                                     | 72,3 |                                   | FG        |

Tratto Ponte Canosa - Cerignola
| Ex Andriese - Coratina Attuale SP 95 bis Andriese-Coratina |                                                            |      |      |           |
| Tipo                                                       | Indicazione                                                | ↑km↑ | Note | Provincia |
|                                                            | SP 95 bis Andriese-Coratina                                | 8,8  |      | FG        |
|                                                            | San Ferdinando di Puglia Ponte Romano Inversione di marcia | 8,6  |      | FG        |
|                                                            | Strada Provinciale 143                                     | 7,5  |      | FG        |
|                                                            | Stornarella                                                | 4,2  |      | FG        |
|                                                            | Polizia stradale Area di sosta                             | 0,1  |      | FG        |
|                                                            | Cerignola Foggia Bari Bologna-Taranto                      | 0,0  |      | FG        |

La strada dunque attraversa i centri abitati di:
- Modugno
- Bitonto
- Terlizzi
- Ruvo di Puglia
- Corato
- Andria
- Canosa di Puglia
- Cerignola